# Nogometni kup FBiH 2023./24.
Nogometni kup FBiH 2023./24. je kao i nekoliko prethodnih sezona izlučno natjecanje za popunu Nogometnog kupa Bosne i Hercegovine.

## Sudionici
U sezoni 2023./24. u Kupu FBiH sudjeluju 32 kluba:
- 16 najuspješnijih klubova iz kupova županijskih nogometnih saveza (klubovi općinske, županijske lige i Druge lige FBiH),
  - NK Dinamo, Donja Mahala
  - NK Mladost, Domaljevac
  - NK Čelični grad, Zenica
  - NK Bosna, Visoko
  - HNK Rama, Prozor-Rama
  - HNK Brotnjo, Čitluk
  - FK Mladost, Kikači
  - FK Radnički, Lukavac
  - FK Famos, Hrasnica
  - FK Igman, Ilidža
  - NK Romari, Vitez
  - NK Sloga, Gornji Vakuf
  - GNK Bratstvo, Bosanska Krupa
  - NK Kolina, Ustikolina
  - NK Ljubuški, Ljubuški
  - HNK Sloga, Uskoplje
- 16 klubova iz Prve lige FBiH
  - NK Bratstvo, Gračanica
  - FK Budućnost, Banovići
  - NK Čelik, Zenica
  - FK Goražde, Goražde
  - FK Gornji Rahić, Gornji Rahić
  - NK Gradina, Srebrenik
  - NK Jedinstvo, Bihać
  - FK Mladost, Doboj-Kakanj
  - FK Radnik, Hadžići
  - FK Rudar, Kakanj
  - BFK Simm Bau, Kosova
  - FK Sloboda, Tuzla
  - NK Stupčanica, Olovo
  - HNK Tomislav, Tomislavgrad
  - NK TOŠK, Tešanj
  - NK Zvijezda, Gradačac

## Sustav natjecanja
U završnici Kupa FBiH igraju se dva kola. U prvom kolu sudjeluje 16 klubova iz županijskih kupova tako da po dva predstavnika ima šest županijskih saveza koji imaju najviše registriranih klubova, dok ostala četiri županijska saveza imaju po jednog predstavnika. Ždrijeb prvog kola je poludirigiran vodeći računa o regionalnoj udaljenosti klubova i smanjenju troškova putovanja. U drugom kolu sudjeluje 8 pobjednika iz prvog kola i 16 klubova iz Prve lige FBiH.
U prvom i drugom kolu igra se jedna utakmica, a domaćin se odlučuje ždrijebom s tim da će klub nižeg ranga ima prednost domaćeg terena. Dvanaest pobjednika iz drugog kola ostvaruje plasman u Nogometni kup BiH za sezonu 2023./24.

## Kalendar natjecanja[1]
| Kolo    | Datumi                                          |
| ------- | ----------------------------------------------- |
| 1. kolo | 22. kolovoza 2023. (ždrijeb) 30. kolovoza 2023. |
| 2. kolo | 22. kolovoza 2023. (ždrijeb) 13. rujna 2023.    |

## 1. kolo
Utakmice su igrane 30. kolovoza 2023.
| Domaćin                           | Gost                       | Rezultat    |
| --------------------------------- | -------------------------- | ----------- |
| NK Dinamo Donja Mahala (III)      | FK Mladost Kikači (III)    | 5:0         |
| HNK Mladost Domaljevac (III)      | FK Radnički Lukavac (III)  | 1:1 (4:2 p) |
| NK Čelični grad Zenica (IV)       | NK Kolina Ustikolina (III) | 5:1         |
| NK Bosna Visoko (III)             | NK Romari Vitez (III)      | 3:2         |
| HNK Brotnjo Čitluk (III)          | FK Igman Ilidža (III)      | 3:1         |
| NK Ljubuški (III)                 | FK Famos Hrasnica (III)    | 2:0         |
| GNK Bratstvo Bosanska Krupa (III) | HNK Rama (III)             | 1:0         |
| NK Sloga Gornji Vakuf (IV)        | HNK Sloga Uskoplje (III)   | 1:4         |

## 2. kolo
Utakmice su igrane 13. rujna 2023.
| Domaćin                           | Gost                       | Rezultat    |
| --------------------------------- | -------------------------- | ----------- |
| NK Dinamo Donja Mahala (III)      | NK TOŠK Tešanj (II)        | 0:2         |
| HNK Mladost Domaljevac (III)      | FK Radnik Hadžići (II)     | 0:4         |
| NK Čelični grad Zenica (IV)       | NK Jedinstvo Bihać (II)    | 2:4         |
| NK Bosna Visoko (III)             | NK Zvijezda Gradačac (II)  | 5:1         |
| HNK Brotnjo Čitluk (III)          | BFK Simm Bau (II)          | 2:2 (5:4 p) |
| NK Ljubuški (III)                 | NK Stupčanica Olovo (II)   | 1:3         |
| GNK Bratstvo Bosanska Krupa (III) | OFK Gradina Srebrenik (II) | 0:0 (3:0 p) |
| HNK Sloga Uskoplje (III)          | FK Gornji Rahić (II)       | 2:1         |
| HNK Tomislav Tomislavgrad (II)    | NK Bratstvo Gračanica (II) | 0:0 (5:3 p) |
| FK Mladost Doboj-Kakanj (II)      | FK Sloboda Tuzla (II)      | 1:4         |
| FK Goražde (II)                   | FK Rudar Kakanj (II)       | 3:0         |
| NK Čelik Zenica (II)              | FK Budućnost Banovići (II) | 3:1         |